# Zou Rong

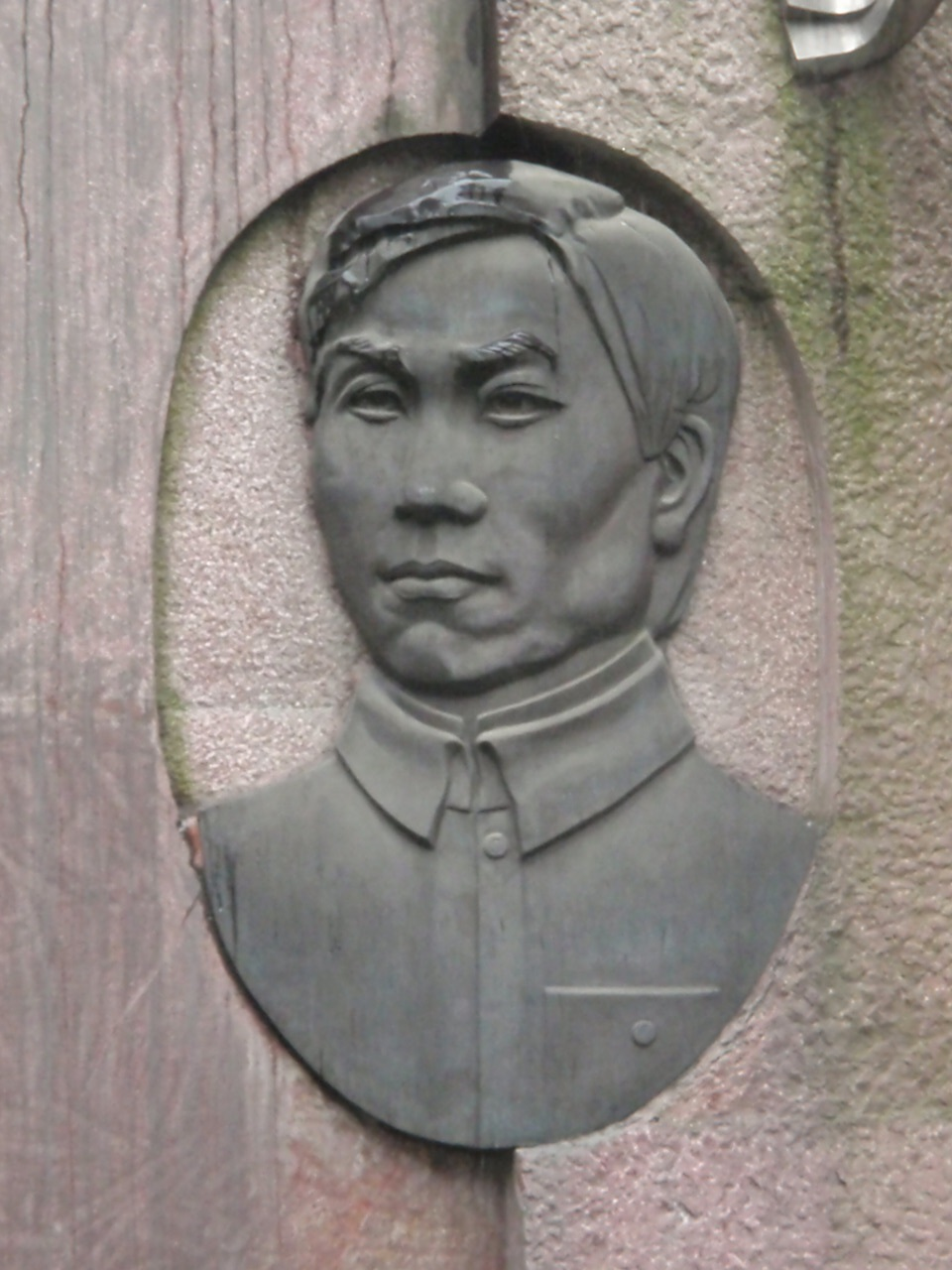
Relief av Zou Rong i Chongqing.

Zou Rong, född 1885 i Chongqing 1885, död 1905 i Shanghai, var en kinesisk revolutionär och nationalistisk skribent. Han är mest känd för att ha författat en revolutionär essä som förespråkade att den manchuiska Qingdynastin störtades.
Zou Rong begav sig 1902 till Japan för att studera, men tvingades återvända till Kina då han tillsammans med andra revolutionärer som Chen Duxiu skurit av sig sin hårpiska, vilket var en upprorisk akt mot den rådande Qingdynastin.
I Shanghai förenade han sig med den rebelliske intellektuelle Zhang Binglin och gav ut essän "Den revolutionära armén" i Zhangs tidskrift Subao. Essän förordade ett störtande av Qingdynastin, vilket ledde till att både han och Zhang drogs inför rätta i Shanghai och dömdes till fängelse för majestätsbrott. Zou avled i fängelset 1905 och blev en martyr för Kina republikanska rörelse.